# تاسيلو الثاني
تاسيلو الثاني (توفي عام 719) كان حاكماً في جنوب ألمانيا.
كان الابن، ربما الثالث، لثيودو من بافاريا وزوجته فولشيد. في وقت ما قبل عام 715، قسّم ثيودو دوقته وربط بحكمها أكبر اثنين من أبنائه الأربعة. الأكبر، ثيودبرت، كان شريكًا في الحكم منذ عام 702 والثاني، ثيوبالد، من عام 711. عند وفاة ثيودو (ربما عام 716)، أصبح الانقسام ساري المفعول بالكامل. من غير المعروف ما إذا كان التقسيم إقليميًا (كما هو الحال مع الميروفنجيون) أم أنه حكم مشترك (كما هو الحال مع أمراء بينيفينتو وكابوا اللاحقين). إذا كانت الأولى، يبدو أنها اتبعت التقسيم الكنسي الرباعي إلى الأبرشيات التي كان ثيودو قد نفذها. إذا كان هذا هو الحال، فمن المرجح أن تاسيلو حكم أبرشية باساو.
اندلعت الحرب بين الأخوين بعد وفاة والدهما بفترة وجيزة، لكن لم يُعرف سوى القليل من التفاصيل. حول وقت تاسيلو كدوق، لا يوجد شيء معروف. تم تأكيد وجوده في «كتاب الأخوة سالزبورغ» حيث تم إدراجه على أنه غير متزوج،
على الرغم من أن البعض يعتقد أن والدرادا، التي ذكرت كزوجة لثيوبالد، كانت في الواقع زوجته. من ناحية أخرى، يُعرف بأنه زوج إيما (ت. 750)، أنجب منها جريموالد وسواناشيلد. من خلال سواناشيلد، كان تاسيلو هو والد زوجة شارل مارتيل. لأن سواناشيلد هي بالتأكيد ابنة أخت الدوق أوديلو، سيضطر المرء إلى افتراض أن أوديلو كان شقيق أو صهر تاسيلو.  توفي تاسيلو بحلول عام 719، وكذلك جميع إخوته باستثناء جريموالد.